# Postękalice
Postękalice – wieś w Polsce położona w województwie łódzkim, w powiecie bełchatowskim, w gminie Bełchatów. Według stanu z 28 lipca 2011 roku wieś zamieszkiwało 441 osób.
W latach 1975–1998 miejscowość administracyjnie należała do województwa piotrkowskiego. 

## Zabytki
Według rejestru zabytków województwa łódzkiego na listę wpisane są obiekty:
- drewniany kościół fil. pw. św. Rocha, 1737, nr rej.:160-IX-6 z 7.07.1948 oraz 187 z 26.09.1967
- park dworski, nr rej.: 692 z 27.09.1967